# Le Moribond
Le moribond è un brano musicale del cantautore belga Jacques Brel. La canzone è stata registrata e pubblicata nel 1961 e fa parte dell'album Marieke. Seasons in the Sun è il titolo in lingua inglese adattato dal poeta e cantante Rod McKuen. 
Il brano è diventato una "hit" mondiale nel 1974, quando è stato interpretato dal cantante canadese Terry Jacks. In questa versione rappresenta uno dei singoli più venduti nel mondo con oltre 11 milioni di copie.
Nel 1999 il gruppo irlandese Westlife ha inciso una nuova cover del brano inserendola nell'album eponimo e pubblicando anche come singolo (doppia A-side con I Have a Dream).
Altre versioni della canzone sono state eseguite da The Fortunes, Kingston Trio, Nirvana, Andy Williams, Me First and the Gimme Gimmes, Damon Albarn e altri.
Nel 2005 il cantautore italiano Roberto Vecchioni ha realizzato il brano traducendolo col titolo Stagioni nel sole per l'album Il contastorie. 